# عايزة أتجوز (كتاب)
عايزة أتجوّز كتاب شهير من تأليف المصرية غادة عبد العال، يستند إلى مدونة تحمل الاسم نفسه حول العديد من عروض الزواج (الفاشلة) التي مرت بها المؤلفة. 
صدر الكتاب عن دار الطباعة المصرية الشروق عام 2008 وكان من أوائل أعمالها وله أسلوب فكاهي ويتناول أفكارها ومشاعرها خلال كل عرض زواج فاشل تتلقاه. كما يتناول الكتاب موضوع تأخر سن الزواج في مصر لأسباب اقتصادية. فترصد فيها ما تواجهه الفتاة من مصاعب في رحلة بحثها عن زوج مناسب قبل أن تصل إلى سن العنوسة.

كان الكتاب في الأصل مدونة التي أطلقتها غادة عبد العال في 19 أغسطس 2006 بعد تخرجها من كلية الصيدلة ودونت فيها أفكارها ورؤيتها بالعامية المصرية حول الزواج التقليدي، ثم تلقفت دار الشروق المدونة بعد انتشارها فطبعتها في كتاب ورقي من 177 صفحة.

## الكاتبة
غادة عبد العال من مواليد 21 ديسمبر 1978، بالمحلة الكبرى، عملت صيدلانية. مالت إلى الأدب فكتبت سيناريو لمسلسلين تلفزيونيين. قدمت نفسها على مدونتها التي أطلقها في 19 أغسطس 2006 على أنها «أمثل 15 مليون بنت من سن 25 إلى سن 35 و اللي بيضغط عليهم المجتمع كل يوم عشان يتجوزوا..مع إنه مش بإيديهم إنهم لسه قاعدين»  وكانت أنذاك 31 عامًا وقالت بعدها في 8 نوفمبر 2011 «كوني امرأة أعارض الرجل المصري فهذا يعتبر خطأً فادحا، وأنا كثيرًا ما أرتكب هذا الخطأ. أنا لا أستطيع ببساطة إبقاء فمي مغلقًا، ودائمًا أقول ما أفكِّر فيه. وهذا يترك أثرًا سلبيًا على فرص زواجي.»

## مكانته
حظى الكتاب والمدونة بشعبية كبيرة بين الشباب المصري ذكورًا وإناثًا. وقالت مؤلفها بعد طبعه وانتشاره «لقد تغيَّرت حياتي تماما. وصرت أسافر مرتين أو ثلاث مرات في الأسبوع إلى القاهرة لتقديم قراءات وللتوقيع على نسخ من الكتاب، أو من أجل عملي على سيناريو مسلسل آخر. وكثير من الناس ينتظرون كتابي التالي.» فغيّرتها من مدوِّنة مجهولة إلى مؤلِّفة أحد الكتب الأكثر مبيعًا في مصر، حيث احتل عايزة أتجوز مكانًا له في قوائم الكتب الأكثر مبيعا، كما تمت ترجمته إلى الإنكليزية والألمانية والإيطالية والهولندية. وكذلك تم تصويره في مسلسل تلفزيوني كتبته غادة عبد العال السيناريو الخاص بعنوان عايزة أتجوز من بطولة هند صبري تم إنتاجه عام 2010. لاقى الكتاب تقييمات إيجابية وتم تغطيته في الإعلام المصري في البرامج الحوارية الشعبية والصحف مثل المصري اليوم ولوس أنجلوس تايمز ولا ريبوبليكا والإندبندنت.

صرّحت عبد العادل عن سبب توقفها عن الكتابة في مدونتها منذ 2012 أن «هناك عصر ذهبى للمدونات هو الفترة من 2006 إلى 2007، بعد ذلك خفت اهتمام المواطنين بالمدونات تدريجياً وتحوّل إلى مواقع التواصل الاجتماعى مثل فيس بوك وتويتر، وهذا حدث لأغلب جيل المدونين، حيث أصبح تفاعلنا أكبر وأكثر نشاطاً على مواقع التواصل.» وقالت عن فكرة تحويل المدونة إلى كتاب «بالنسبة لى كانت تجربة هايلة، وفتحت لى عالماً جديداً، الكتاب وثيقة خالدة تدوم إلى الأبد، لكن صعب تكرارها الآن مرة أخرى لأنه لم يعد هناك مدونون نشطاء يحرصون على التدوين والكتابة.» 

## ترجماته
ترجمته كل من باربرا تيريسي إلى الإيطالية ونورا الطحاوي إلى الإنجليزية في 2010، ، ديب بوبينج وعبير سليمان إلى الهولندية،  وقد ترجم إلى الفرنسية في 2012. 